# Louis Albert de Broglie
Louis Albert de Broglie, né le 15 mars 1963 à Paris, est un entrepreneur et militant écologiste français.

## Biographie

### Famille
Louis Albert de Broglie est issu de la famille de Broglie, originaire du Piémont et devenue française au XVII. Il est le fils du prince Jean de Broglie et de son épouse Micheline Segard. Victor François de Broglie est son frère aîné.

### Formation et débuts professionnels
Louis Albert de Broglie grandit à Paris et fait l’ensemble de ses études chez les jésuites, au lycée Saint-Louis-de-Gonzague. Diplômé de l’école de l’ISG (Institut supérieur de gestion), il travaille comme banquier, à Londres et chez Paribas pendant sept ans, entre 1985 et 1992. Au cours de cette période, il passe deux ans en Inde et plusieurs mois en Amérique latine. Passé à la direction industrielle (fusion acquisition, conseil, investissements spécialisés dans les chaînes hôtelières), il se consacre aux conversions de dette en capital des créances de la banque, notamment au Mexique dans le domaine de l’hôtellerie.

### Activités
(juin 2023).

#### Château de la Bourdaisière
En 1992, il rachète le château de La Bourdaisière, situé en Touraine au cœur des châteaux de la Loire et classé monument historique, dont il fait un hôtel. Cette propriété, qui fait partie aujourd’hui de la chaîne Hôtels & Préférence, devient pour Louis Albert de Broglie un laboratoire et un lieu d’expérimentation. Il commence à rassembler et planter une collection de tomates dès 1992 qui deviendra, en 1996, le Conservatoire national de la Tomate – agréé par le CCVS (Conservatoire des collections végétales spécialisées) - où sont cultivées à ce jour environ 700 variétés.
Dans ce Conservatoire, on retrouve aussi un Bar à Tomates qui propose des plats simples et des jus élaborés à partir des tomates cultivées dans le potager. D’abord mis en place à la Bourdaisière, ce Bar à Tomates s’exporte aussi ponctuellement dans sa version itinérante pour des événements (comme au Festival We Love Green en septembre 2012).
Cet intérêt pour les enjeux de la biodiversité a également conduit Louis Albert de Broglie à créer dans le parc du château de la Bourdaisière un jardin de plus de 300 sortes de Dahlias (appelé Dahliacolor), un verger avec près de 80 variétés d’arbres fruitiers de collection.

#### Le Prince Jardinier
« Le Prince Jardinier » est le surnom que l’entourage de Louis Albert de Broglie lui donne fréquemment. En 1995, il décide de créer une marque du même nom, qui incarne un art de vivre à la française autour du jardin. Les collections d'outils, de mobilier de jardin et de vêtements qu’il dessine sont créées en utilisant des fibres naturelles.
La collection « Mobilier Mémoire » de la marque reprend quant à elle les véritables chaises des jardins du Luxembourg, Palais Royal et Tuileries, sauvées de la destruction en 2005 par Louis Albert de Broglie, puis restaurées, repeintes et repensées pour s’offrir une nouvelle vie. Chaque chaise porte une plaque en laiton garantissant sa provenance.
En 2016, Le Prince Jardinier s’associe avec l’artiste Michel Goulet, qui imagine des « Chaises-poèmes » à partir des modèles « Confidents » du Prince Jardinier, œuvres permanentes exposées dans le jardin du Palais-Royal.

#### Deyrolle etDeyrolle pour l'Avenir
C’est en 2001 que Louis Albert de Broglie rachète Deyrolle, institution scientifique et pédagogique située au 46 rue du Bac à Paris et qui existe depuis 1831. Soucieux d’apporter une assise scientifique à son intérêt pour la biodiversité initié avec le Conservatoire de la Tomate, il redonne à cette institution légendaire sa vocation initiale : la pédagogie. On se souvient du matériel scolaire que Deyrolle – premier fournisseur de l’Instruction publique au XIXe siècle – distribuait dans les écoles : de modèles anatomiques aux planches pédagogiques, des générations d’élèves ont appris la botanique, la zoologie, la géologie, la physique, l’anatomie ou encore l’instruction civique grâce aux outils conçus et fabriqués à l’époque par la maison Deyrolle.
La boutique Deyrolle, toujours située au 46 rue du Bac depuis 1888, fait aujourd’hui figure de spécialiste dans le domaine de la taxidermie et de l’entomologie. On y trouve aussi les planches Deyrolle, un espace librairie, mais également des articles de minéralogie, conchyliologie, etc. Deyrolle organise également régulièrement dans ses murs des expositions d’artistes dont le travail fait écho à celui de la nature.
En 2007, Louis Albert de Broglie fonde Deyrolle pour l’avenir. Cette marque reprend le principe de la pédagogie par l’image chère à Deyrolle et développe une collection de nouvelles planches pédagogiques sur les sujets environnementaux et sociétaux contemporains. La collection est constituée en lien avec les ministères de l’Écologie et de l’Éducation nationale, mais aussi avec des institutions comme le WWF, l’ONF, l’OMS, l’ONERC et des entreprises financières et industrielles.
En 2015, Deyrolle est partenaire officiel de la COP 21 pour l’éducation, devenant un acteur réalisant des outils structurants pour expliquer les enjeux environnementaux et sociétaux de la transition énergétique. Deyrolle pour l’Avenir réalise un ouvrage remis aux 195 délégations officielles (Redessiner le Monde, éditions Hoëbeke), préfacé par Laurent Fabius, ministre des Affaires étrangères et président de la CO P21 et organise avec JC Decaux une exposition de 40 planches face à la tour Eiffel qui est ensuite présentée devant l’Hôtel de Ville.

#### Œuvres d'artiste
Louis Albert de Broglie est aussi sollicité pour diverses collaborations littéraires ou artistiques. En novembre 2012, il expose à la Galerie Matignon 4 œuvres qu’il signe Tobias Urell (anagramme de Louis Albert), métaphores du cycle et de la fragilité de la nature. Il participe en 2013 à l’ouvrage collectif Philocalie, sur l’amour du beau, rassemblant les visions esthétiques d’une centaine de personnalités contemporaines venues d’horizons différents : designers, architectes, écrivains, philosophes, peintres, musiciens, cinéastes, créateurs.
En 2013, Tobias Urell a également exposé une œuvre intitulée Taurus dans les salons de AD sur les Champs-Élysées (et présentée aujourd’hui chez Deyrolle). En 2013, le Prince Jardinier a dessiné la bûche de Noël pour la maison Lenôtre.

#### Microferme en agroécologie
En 2013, Louis Albert de Broglie lance avec Maxime de Rostolan un nouveau projet : la modélisation d’une microferme (moins de deux hectares, soit moins de 20 000 m2) en agroécologie inspirée par la permaculture. Ce projet, mis en place à la Bourdaisière, est porté par l’association « Fermes d’avenir » et lancé officiellement en 2013. D’envergure nationale, cette association est soutenue par des entreprises importantes (Metro, Casino, Fleury Michon, Philips, Groupe BPCE, Banque Neuflize et autres), des institutions scientifiques comme AgroParisTech, HEC, le ministère de l’Agriculture. Le projet mis en place à La Bourdaisière a pour objectif de créer une boîte à outils à partir de l’expérimentation poursuivie pendant quatre ans et de l’associer à l’écriture d’un manifeste (paru en octobre 2016) qui porte sur les externalités positives des microfermes. Un engagement pour favoriser le développement de fermes essentiel à la nourriture de qualité, et des lieux de production, à taille humaine, basés sur :
- l’observation des écosystèmes naturels et locaux.
- une production sous label biologique, sans usage des produits phytosanitaires chimiques.
- la régénération des écosystèmes et de la biodiversité.
- des solutions préfigurant une société dé-carbonée et limitant les consommations d’eau.
- un rôle de pédagogie sur les régimes alimentaires durables et le plaisir d’une alimentation saine.

Après six années d'exploitation et des résultats très en deçà des objectifs (100 000 € annuels de chiffre d'affaires), il est mis fin à l'expérimentation de la Ferme en permaculture de La Bourdaisière en janvier 2020.

#### Aménagement du territoire
Aujourd’hui[Depuis quand ?], Louis Albert de Broglie est aussi engagé, avec Deyrolle, dans la conception d'écosystèmes pour l’aménagement de territoires qui ont pour philosophie le triptyque nature-art-éducation que Deyrolle met au cœur de ses activités.
Deux projets sont en cours :
- Terres de Versailles[10] : 9e quartier de Versailles, un quartier aéré, végétalisé, et contemporain à la lisière d’un site patrimonial, entre le domaine du Château et Saint-Cyr-l'École. « Terres de Versailles - Cité fertile - consiste en la création d'un écosystème, notamment nourricier, qui répond à tous les enjeux environnementaux et sociétaux [...]. La Nature, c’est préserver la biodiversité. L’Art, c’est redonner l'identité au territoire. L’Éducation, c’est transmettre aux générations futures un monde apaisé, fondé sur de l'innovation »[11].
- Terra Panda : parc culturel et écologique pour la région du Sichuan (sud-ouest de la Chine), adjacent au Parc des Pandas. Ce parc constitue un écosystème autour du panda géant et de la reconnexion à la nature. Il associera plusieurs centres scientifiques, culturels et éducatifs, tous interconnectés et bâtis avec des technologies permettant de réduire au maximum leur impact environnemental[12].

## Ouvrages

### Autour de Deyrolle etDeyrolle pour l'Avenir
- Deyrolle pour l’Avenir (Gallimard, 2008)
- Deyrolle, Leçons de choses, tomes 1 & 2 (Éd. Michel Lafon, 2010 et 2013)
- Le Grand livre d’Activités Deyrolle, tomes 1 & 2 (Gallimard Jeunesse, 2012 et 2013)
- L’Imagier Deyrolle (Gallimard Jeunesse, 2013)
- Deyrolle pour l’Avenir, Comprendre la terre (Hoebeke, 2014)
- Deyrolle pour l’Avenir. Redessiner le monde (Hoebeke, 2015)
- Deyrolle, A la croisée des savoirs, co-écrit avec Sylvie Albou-Tabart (Éd. de La Martinière, 2015)
- Deyrolle, Un cabinet de curiosités parisien (Éd. Flammarion, 2017)
- Deyrolle pour l’Avenir. Nourrir la planète (Hoebeke, 2018)
- Mon grand livre d'images Deyrolle ((Editions Gründ, 2021)
- Dessine-moi ta planète, collectif, avec François Sarano, Coline Serreau, Charles Hervé-Gruyer, Perrine Hervé-Gruyer, Yann Arthus-Bertrand, Camille Étienne, Jean-Louis Étienne, Jean-François Clervoy, Étienne Klein (Éd. Actes Sud, 2022)
- Leçons de choses et autres curiosités naturelles (Michel Lafond, 2022)
- Mon grand livre d'animaux, la zoologie par Deyrolle (Editions Gründ, 2022)
- Mon cabinet de curiosités, Le Petit Nicolas et Deyrolle (Imav Editions, 2023)
- La nature retrouvée, Biodiversité et HLM (Gallimard, 2024)
- Deyrolle Leçons d'anatomie (Albin Michel, 2024)

### Autour de la tomate
- Les Tomates du Prince Jardinier (Éd. Michel Lafon, 2012)
- Tomates d’hier et d’aujourd’hui, co-écrit avec de Dominique Guéroult (Hoebeke, 2005, réédition en mai 2016)
- Réédition "Les Tomates du Prince Jardinier" (Edition Michel Lafon, 2025)

## Dans la fiction
Louis Albert de Broglie apparaît nommément dans le roman Le Club des vieux garçons de Louis-Henri de La Rochefoucauld, dont l'essentiel des personnages sont pourtant imaginaires ; il y est surnommé « le prince de La Tomate » et se voit décrit comme l'image-type de l'aristocrate français à la fin de la décennie 2000.